# Jürgen Kröger
Jürgen Kröger (ur. 16 listopada 1856 w Haale, zm. 27 lutego 1928 w Innien) – niemiecki architekt, tworzący w nurcie historyzmu, budowniczy kościołów ewangelickich. 

## Życiorys
Po ukończeniu szkoły budowlanej w Eckernförde pracował w administracji pruskiej, a następnie przez pięć lat współpracował z berlińskim architektem Johannesem Otzenem. W 1888 założył własne biuro architektoniczne razem z Hansem Abesserem. Kröger i Abesser wygrali m.in. konkurs na projekt kościół Lutra we Wrocławiu – byli pierwszymi niewrocławskimi architektami, którym powierzono wzniesienie budowli sakralnej w tym mieście. 

## Wybrane dzieła

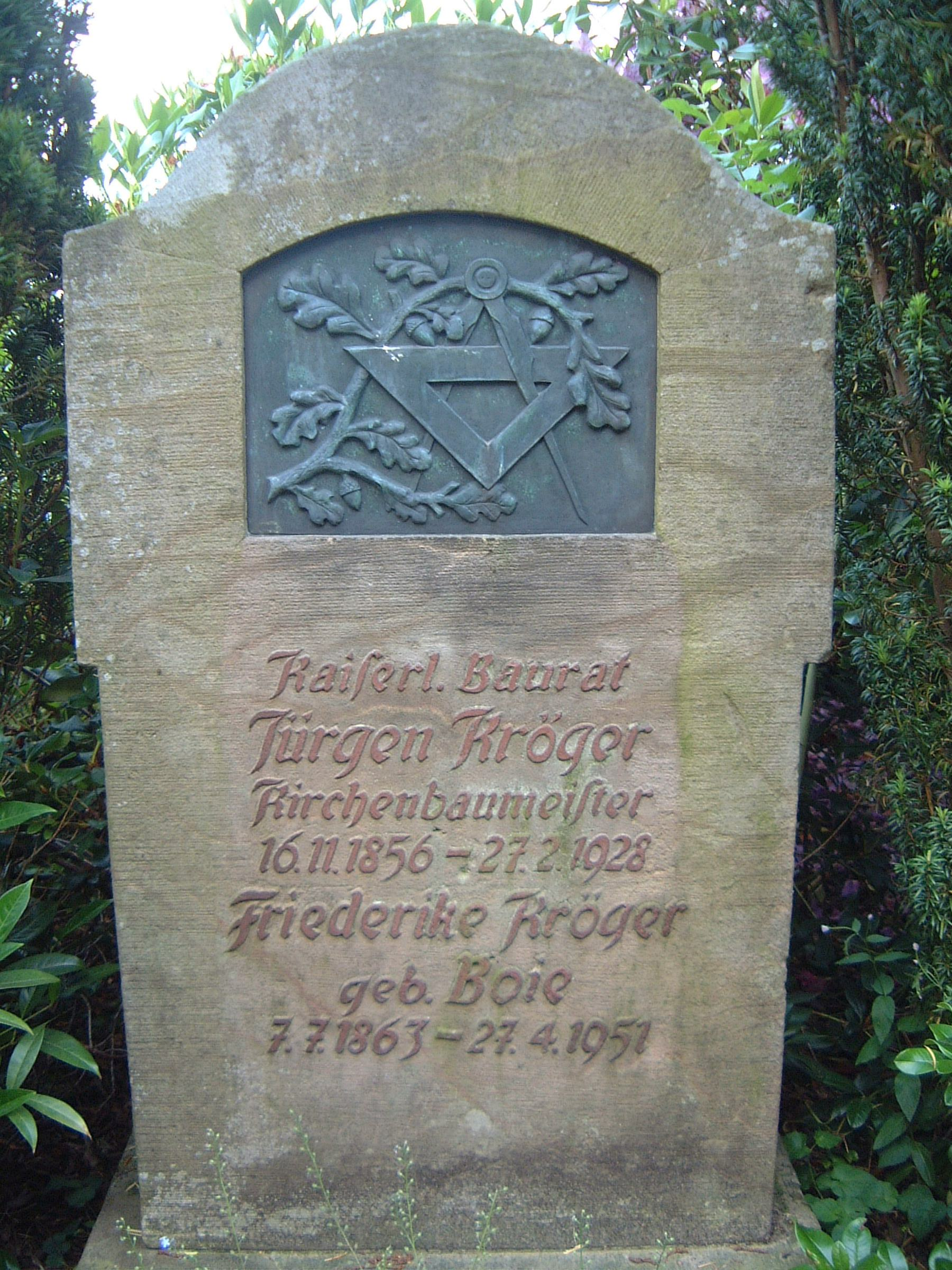
Nagrobek na cmentarzu w Aukrug

Kröger zaprojektował wiele budowli sakralnych (przynajmniej 24 kościoły i dwie synagogi). 
- 1891–1892 – synagoga w Głogowie (razem z Hansem Abesserem)[4]
- 1892–1896 – Kościół Marcina Lutra we Wrocławiu (razem z Hansem Abesserem)[5]
- 1898 – kościół Chrystusa we Wrocławiu
- 1898–1900 - kościół św. Archanioła Michała w Bremie (czwarty, zniszczony podczas II wojny)
- 1902–1904 – Kościół Odkupiciela we Wrocławiu (pl. Staszica)
- 1905–1908 – Gare de Metz w Metzu[6]
- 1906–1909 – kościół garnizonowy św. Wojciecha w Szczecinie
- 1909–1911 – nowy kościół ewangelicki w Raciborzu[7]